# Энкур (Бельгия)
Энку́р (фр. Incourt, валлон. Incoû) — коммуна в Валлонии, расположенная в провинции Валлонский Брабант, округ Нивель. Принадлежит Французскому языковому сообществу Бельгии. На площади 38,79 км² проживают 4585 человек (плотность населения — 118 чел./км²), из которых 50,14 % — мужчины и 49,86 % — женщины. Средний годовой доход на душу населения в 2003 году составлял 13 704 евро.
Почтовый код: 1315. Телефонный код: 010.